# Mitchourine (film)
Pour les articles homonymes, voir Mitchourine.
Pour plus de détails, voir Fiche technique et Distribution.
Mitchourine (en russe : Мичурин) est un film soviétique réalisé par Alexandre Dovjenko, sorti en 1948,. C'est le premier film en couleur d'Alexandre Dovjenko.

## Synopsis
Le film se déroule en 1912. Mitchourine décline l'offre américaine de travailler à l'étranger et poursuit ses études dans l'Empire russe, malgré le fait que ses idées ne soient pas reconnues par le gouvernement tsariste, l'église et la science idéaliste. Mitchourine reçoit le soutien de scientifiques éminents du pays et continue de travailler sans relâche. Après la Révolution d'Octobre, le petit jardin de Mitchourine dans la ville de Kozlov (ville natale du biologiste) est transformé en une grande pépinière d'État.

## Fiche technique
- Photographie : Leonid Kosmatov, Youli Kun
- Musique : Dmitri Chostakovitch
- Décors : Mikhaïl Bogdanov, Guennadi Miasnikov, Konstantin Urbetis
- Format : couleur - mono - 1.37 : 1
- Production : Mosfilm
- Pays : URSS
- Sortie : 1 janvier 1949 (Union soviétique)

## Distribution
- Grigori Belov : Ivan Mitchourine
- Vladimir Soloviov (ru) : Mikhaïl Kalinine
- Nikolaï Chamine :  Terenti
- Fiodor Grigoriev : Kartachov
- Mikhaïl Jarov : Khrénov
- Konstantin Nassonov : Père Christophe
- Alekseïl Jiltsov : Bykov
- Ivan Nazarov : Fedor, facteur
- Viktor Khokhriakov : Ryabov
- Dmitri Doubov : Sinitsyne
- Guennadi Pechnikov : Lesnitski
- Sergueï Tsenine : Berd
- Iouri Lioubimov : traducteur